# Борушовичова, Ева
Ева Борушовичова (словац. Eva Borušovičová, 5 января 1970, Левице, Нитранский край — 2 июня 2025) — словацкая писательница, кинорежиссёр и сценаристка. Она известна как писательница под своим собственным именем, а также под псевдонимом Maxim E. Matkin.

## Биография
Ева Борушовичова родилась 5 января 1970 года в Левице. Её младшая сестра Соня Борушовичова-Карвайова — сценарист. Борушовичова изучала драматургию и режиссуру в Академии исполнительских искусств в Братиславе, которую окончила в 1988 году. Уже будучи студенткой, она работала драматургом на государственном радио и телевидении Словакии, в частности, принимала участие в популярном детском шоу «Od Kuka do Kuka».
Борушовичова сняла три фильма: «Голубые небеса» (1997), «Амалка, я схожу с ума!» (1999) и «Люби меня, если посмеешь» (2001). Она написала сценарий к фильму 2009 года «Яношик: Правдивая история», режиссёрами которого выступили Агнешка Холланд и Кася Адамик. Она также писала сценарии для театральных постановок.
Борушовичова была одной из первых интернет-персон в Словакии. Она стала известна благодаря публикации коротких рассказов, посвящённых жизненному опыту поколения миллениалов, на сайте inZine в начале 2000-х годов. Рассказы были опубликованы под её собственным именем и под именем Maxim E. Matkin, которое широко считается псевдонимом Борушовичовой.

## Личная жизнь и смерть
Борушовичова проживала в Братиславе вместе со своим мужем, врачом Норбертом Мораванским, и тремя детьми. Борушовичова умерла от увеальной меланомы 2 июня 2025 года в возрасте 55 лет.